# Adrian Iordache
Adrian Iordache (n. 12 septembrie 1980, Pitești, România) este un fotbalist român retras din activitate, care a jucat pe post de fundaș la echipe ca Dinamo București, CSM Câmpina și Dinamo II.